# Jeju (stad)
Jeju is de hoofdstad van de Zuid-Koreaanse provincie Jeju-do.
In 2007 telde Jeju 408.364 inwoners.
Steden: Jeju · Seogwipo

Districten: Bukjeju · Namjeju